# カラヴィーノ (トレント県)
カラヴィーノ（イタリア語: Calavino）は、イタリア共和国トレンティーノ＝アルト・アディジェ州トレント自治県マドルッツォにある分離集落（フラツィオーネ）。
かつては独立の自治体（コムーネ）であったが、2016年1月1日に近隣のラジーノと合併し、新自治体の一部となった。

## 地理

### 位置・広がり
トレント自治県中部に位置するコムーネ。県都トレントから西南西へ11kmの距離にある。

#### 隣接コムーネ
隣接するコムーネは以下の通り。
- サン・ロレンツォ・イン・バナーレ
- トレント
- ヴェッツァーノ
- パデルニョーネ
- ロマーゾ
- ラジーノ
- ドロ

## 行政

### Comunita di valle
トレント自治県が設置した広域行政組織 Comunita di valle 「ヴァッレ・デイ・ラーギ」 (it:Comunità della Valle dei Laghi) （事務所所在地: 旧ヴェッツァーノ）に属する。